# Japán öltözködés
A japán öltözködés az ország kivételes történelmének köszönhetően az évszázadokon át tartó teljes bezárkózás hatására két eltérő irányzatot képvisel. Az első a tradicionálisan japán öltözet (japánul: 和服 ejtsd: vafuku), míg a másik a nyugatias öltözet (japánul: 洋服 ejtsd: jófuku). A mai tradicionális öltözködés szimbolizálja és egyesíti a japán vizuális kultúrát, a hagyományos értékeket, és ez teszi lehetővé a külföldiek számára könnyű felismerését. A legismertebb hagyományos stílusú ruházat, a kimonó. Emellett még igen népszerű a yukata és a hakama is. A tradicionális öltözékeket manapság leginkább különleges alkalmakkor, szertartásokon és fesztiválokon öltik magukra, míg a nyugati viselet tért nyert magának a mindennapokban. A mai szemmel nyugatias öltözéknek titulált stílus a Meiji-kortól figyelhető meg az országban végbemenő politikai változások miatt. A külső nyomás hatására a szigetország rákényszerült, hogy az addig évszázadokig tartó izolációval felhagyjon és megnyissa kapuit a külvilágnak. Ennek hatására a külföldi országokkal való kereskedelem tovább fejlődött, aminek a következménye a kultúra magasabb szintű keveredése lett a nyugati hagyományokkal.

## Korszakok
Az egyedi japán fejlődéstörténet miatt, a nyugati korszakolástól eltérően tudjuk meghatározni a történelmi fordulópontokat.
A japán őskorból fennmaradt régészeti leletek közül, leginkább a híres dógu és haniva kerámia szobrocskák kinézetéről tudunk következtetni a mindennapi viseletekre, mivel csak elenyésző számban maradtak fent textíliadarabkák.

### Őskor (i.e.:12000 - i.sz.:538)

#### Dzsómon-kor(i.e.:10000 - i.e.:300)
A dzsómon-kori ember feltételezhetően növényeket, állatbőröket, halbőrt és kezdetleges szövött anyagokat használhatott, mivel gyűjtögető, halászó-vadászó életet élt; az utóbbira az antropomorf dogū figurákból lehet következtetni.

#### Jajoi-kor(i.e.:300 - i.sz.:300)
A jajoi-korban a fémek megjelenésével elterjedt a tű használata, amely megkönnyítette a ruhakészítést, így újabb növényeket kezdtek el feldolgozni és használni.

#### Kofun-kor(i.sz.:300 - i.sz.:538)
A ruházkodás története a kofun-kortól követhető nyomon. A Kodzsiki-ben és a Nihonsoki-ban találhatunk már feljegyzéseket valamint a téma kutatását jelentősen segítő leletek többek között a hanivák. Ebben a korban a legtöbb ruházat növényi rostból készült de a felsőbb körökben már a selyem is használatos volt.

### Aszuka-kor(i.sz.:538 - i.sz.:710)

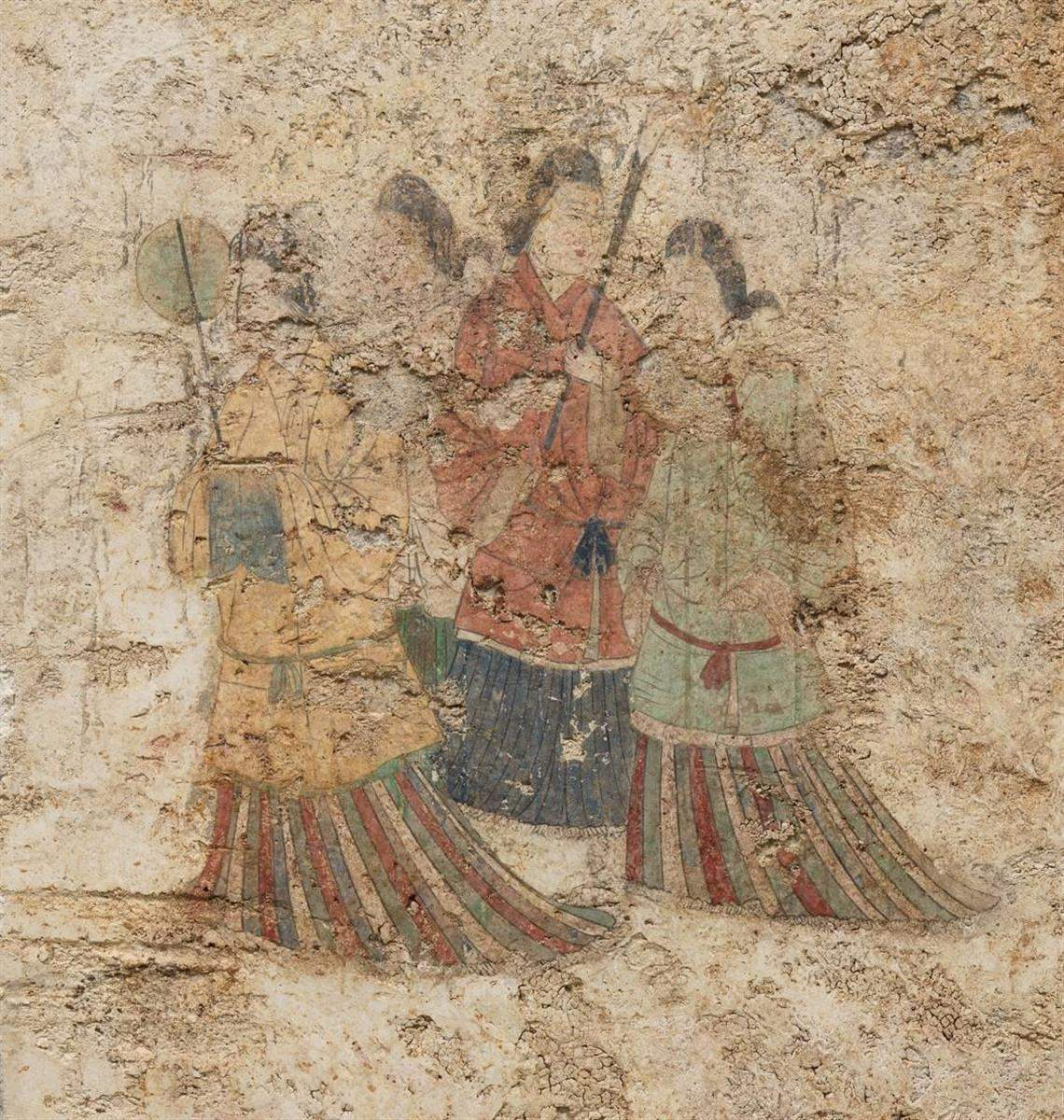
Takamacuzuka sír freskóin a kínai mintára átvett öltözet. (7. század)

Ekkor misszionáriusok jártak Kínában, és visszatérve magukkal hozták a buddhizmus és konfucianizmus tanait, valamint sok más nézőpontját a Sui és Tang dinasztia kultúrájának. Az öltözékek között ekkor jelent meg a kínai mintára alakított kimonó először. A japán textíliák legkorábbi darabjai az Aszuka periódusból maradtak fenn, az öltözékek formájára a fennmaradt sírok freskóiból tudunk következtetni. Az Aszuka-korban hordott süvegek, fejfedők színe az emberek rangját jelölte, amelyet szintén kínai mintára vettek át, de később egységesen fekete színűek lettek és onnantól kezdve csak a ruha jelölte a státuszt.

### Nara-kor(i.sz.:710 - i.sz.:794)
A Nara-korszak a második állandó fővárosról kapta a nevét, amit a kínai Chang-an város szerkezete alapján szabályos felosztásban építettek meg. A kormány és az egész ország berendezkedésének is Kina volt a forrása és ennek hatására a társadalmi szintek és rangok még jobban elváltak. Emiatt az öltözködést is szigorúan szabályozták. Mivel a lakosságot különböző osztályokba és rangokba sorolták, kötelességük volt rangjukhoz megfelelő színű és stílusú ruhát választaniuk.
Sótoku herceg volt az, aki e forradalmi változást elindította és akinek köszönhetően számos buddhista templom épült, mint például a narai Hórjúdzsi (法隆寺, „A virágzó törvény temploma”), ahol sok fontos textildarab maradt fenn mind az Aszuka és Nara periódusokból. A kimonó, melyet akár Shótoku herceg is viselhetett, egy tipikusan kínai stílusú kimonó volt. Ez egy álló gallérral ellátott, bő felsőköpeny volt, két oldalán felhasítva. A köpeny alatt nadrágot hordtak, amit egy selyemöv tartott, ami elől lelógott. 
Az udvarhölgyek ruháit szintén erősen befolyásolta a kínai modell. Hosszú szoknyát és rövid felsőkabátot hordtak.
A közemberek öltözködése stílusban nem volt eltérő a korábbi idők viseletéhez képest. A férfiak szoros nyakkal és szűk ujjal ellátott kimonóféle kabátot hordtak. A nők, a férfiakéhoz hasonló kimonóféle felsőt öltöttek magukra, ami alá rövid alsóinget, és szoknyát viseltek. A felsőkabátot rendszerint jobbról balra kellett hajtani. A mezei munkához selyemövvel tartott kimonót és nadrágot húztak. 
A főváros 794-ben Narából Heianba, a mai Kiotóba költözött.

### Heian-kor(i.sz.:794 - i.sz.:1185)

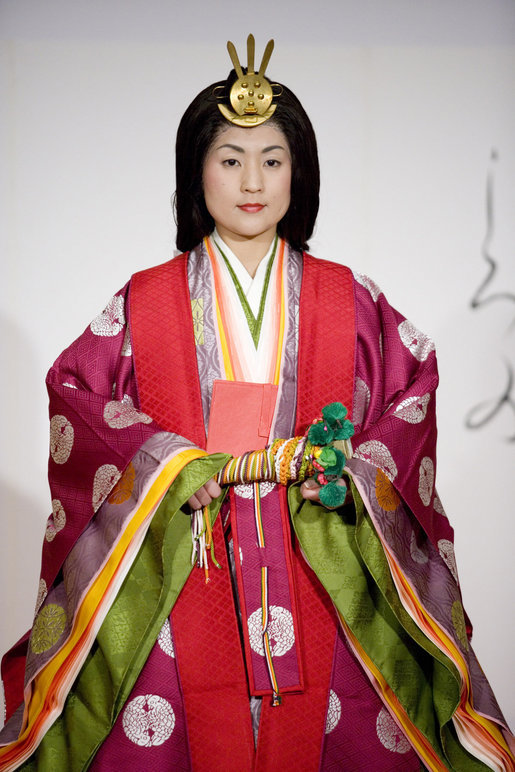
Dzsúnihitoe

A Heian-korban Japán törekedett a saját művészi szellemének fejlődésére. A Heian udvar élete, ebben az időben egyike volt a legkifinomultabb és legmesterkéltebbeknek a világon. A textil tervezés és az öltözködés stílusában való fejlődés tisztán látható volt a társadalom minden szintjén.
Bár ez a nem mindennapi kapcsolat a szépséggel, finomsággal és érzékenységgel, vezetett végül a megszokott esztétikumhoz.
Az udvari nemesek (mind a férfiak, mind a nők) egy sokutai-nak nevezett uszályos köpenyt hordtak.
Az ujja bő, hosszú és a végén teljesen nyitott volt. E díszruha alatt egy kisebb ujjal rendelkező alsó köpenyt hordtak.
Az udvar hölgyei ünnepi alkalmakra kimonókat öltöttek fel, egyiket a másikra, egyre nagyobbakat. Mivel a rétegek láthatóak voltak a nyaknál, ujjaknál és a szoknya alján, vigyáztak, hogy megfelelő legyen a rétegek színharmóniája. Ezt hívták dzsúnihitoénak (japánul:十二単), tehát 12 rétegnek, de ez tulajdonképpen legalább 20 réteget jelentett, aminek az összsúlya elérhette a 8 kg-ot is. Még egy alsó kimonót és egy hakamát is viseltek a kimonók alatt. A hölgyek frizurája igen fontos volt, és az akkori divat szerint a hosszú fénylő fekete haj volt az aktuálisan követendő trend.
Az udvarban élő kevésbé rangos emberek nóshiba öltöztek. Bár az ujja ugyanolyan hosszú és bő volt, mint a sokutai-nak, mégis a számos díszítés megnehezítette a szabadabb mozgás lehetőségét. 
A vadászok ruházatát kariginunak nevezték. Különös figyelmet szenteltek a széles ujjaknak, melyek a kar alatt voltak a törzshöz varrva, nem pedig a váll felett. A kézelőbe zsinórt vezettek, hogy az ujjak zárhatóak legyenek, így akár zsebként is funkcionálhattak.
A nemesek kiszolgálása közben hordott uniformis, amit az alacsonyabb rangúak viseltek, egy szuikan-nak nevezett rövidebb és kisebb ruhadarab volt.
A közembereknek egy egyszerűbb felső kabátot kellett felvenniük, míg másoknak, mint például a kereskedőknek egy bő ujjú, szépen megtervezett, felső kabátot volt illendő magukra ölteniük. A férfiak szuikanja-t a hakama korábbi változatának tartják. Ez egy álló gallérú, jobb oldalt megkötött ruhadarab volt.

### Kamakura-kor(i.sz.:1185 - i.sz.:1333)

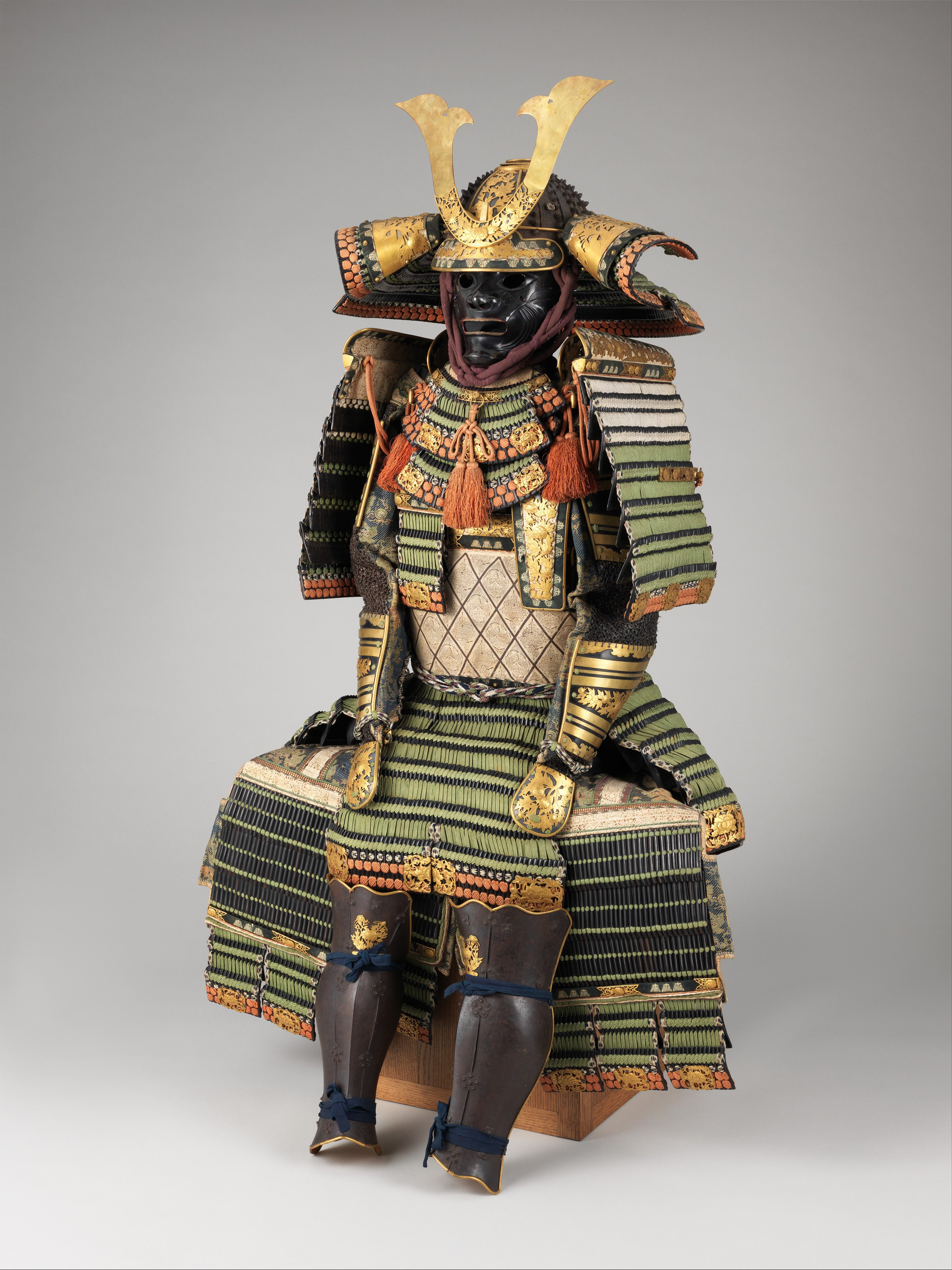
Szamurájok teljes harci viselete, az ójoroi

A harcosok mindennapi viselete a hitatare volt, ami jellegzetesen felsőruházatnak számított és szabásában hasonlított az alatta hordott kosodéhoz, amelyet a modern kimonó ősének lehet nevezni. Kevésbé szorosan illesztve viseltek jellegzetesen mellmagasságban dísz zsinórozással. Ehhez a felsőruházathoz jellemzően színben illeszkedő hakamát húztak.
A szamurájok teljes harci viselete az ójoroi volt. Az ójoroi egy bonyolult több kellékből összeállított öltözetnek számított. Páncélzat, amely jellegzetesen 6 fő részből állt, a mellvértből, a díszesebb sisakból, egy általában teljes arcot fedő maszkból, karvértekből, a láb és ágyékrészt védő lemezekből és a láb térd alatti szakaszát takaró lábszárvédőkből.
Az általános ünnepi ruházat a joroi hitatare, ahol kevésbé bő ujjú hitatarét rövidebb hakamával és lábszárvédővel hordtak.
A Kamakura időszakban a hölgyek által több rétegben viselt kimonót nevezték koszodénak először.
Jelentése: kis ujj. Tehát a Kamakura korra lehet datálni a modern kimonó formálódásának kezdetét. A szamuráj osztály hölgyei nem mutathatták arcukat nyilvánosság előtt. Utazáskor egy olyan különleges fejfedőt viseltek, amely a keleten használatos eső elleni kalapra hasonlított (kasza), azonban körben fátyol takarta a viselője arcát. Nyugati viseletben leginkább a méhészkalapra hasonlít széles karimájával és körbefüggönyözésével. Ez volt az icsime-gasza. Hogy megrövidítsék a kimonót és megóvják az út porától, a mellkason egy selyemövvel kötötték fel.

### Muromacsi-kor(i.sz.:1333 - i.sz.:1573)
Ruházkodásban a harcosok etikettje uralkodott és volt meghatározó. Félve, hogy az udvar fényűző stílusa aláássa az ő meghatározó erejüket, igyekeztek távol tartani maguktól. Ez az óvatos álláspont tükröződött vissza választásukban is. A Hitataréhoz hasonló suó és daimon nevű felső ruházatuk, csak az anyagában különbözött az eredeti hitataréhoz képest. Selyem használata helyett, kevésbé drága vászon került készítésüknél felhasználásra és az elől lévő zsinegek bőrre cserélődtek.
A daimonon 5 családi címer (kamon) volt: 2 elől a vállaknál, 2 az ujjon, és egy a nyaknál, hátul. A kamonok viselete elterjedt az iparosok, kereskedők köreiben is és a mai napig is általános.
Régen minden előkelő japán családnak saját címere, szimbóluma volt. Ezek a szimbólumok változatos formában szerepeltek: fákat, madarakat, pillangókat, gyümölcsöket, virágokat, és akár geometriai formákat is megörökítettek. Ezen felül akár mindennapi tárgyaik, eszközeik, játékszerek, szerszámok is megtalálhatók közöttük. Az egyik legjellegzetesebb díszítményük a finom lótuszvirág, ami egyes értelmezések szerint az anyaméhet is jelképezheti.
A koszode, mint alapvető ruhadarab minden hölgynek kellett hogy legyen, mint felsőruházat. De a formális eseményekhez az ucsikakét öltötték fel, ami egy hosszú köpeny volt. Nyáron a divat szerint vállukról lecsúsztatva és derekuknál megkötve hordták, míg hagyták a földre érni.
A közemberek viselete is változott. Az utcai előadók öltözékéből merítve egy dóbuku nevezetű rövid kabátot kezdtek el hordani, ez a felsőruházat nagy hasonlóságot mutat a haorihoz.
A haori a korszak végére a felsőbb osztályokon belüli férfiak otthoni viseletévé vált.
A Muromacsi-kor utolsó évtizedét a polgári versengés jellemezte. Ennek hatására a hölgyek, függetlenül attól, hogy milyen osztályba tartoztak, kosodét viseltek a nyilvánosság előtt, de a hatalomra törő daimjók drágább és díszesebb kimonókat tartottak. 
A hölgyek ünnepek alkalmával kisebb erszényt hordtak a külső kimonójuk ráncai alatt. Ez az erszény a hakoszeko nevet viselte. Ettől az időtől kezdve napjainkig az ünnepi koszode és ucsikake a legszebb esküvői ruházat.
A katonáknak hivatásuk miatt gyakran kellett utazniuk, ezért így viseletük egyszerűségre és kényelemre törekedett. Nadrágforma hakamát és felsőköpenyt hordtak, húzózsinórral az ujjak végén. Az alsóbb rétegbeli szamurájok csőujjú kimonót és rövid nadrágot vettek. De gyakran a páncélt csak magában öltötték fel a felsőtestükre.

### Edo-kor(i.sz.:1600 - isz.:1868)

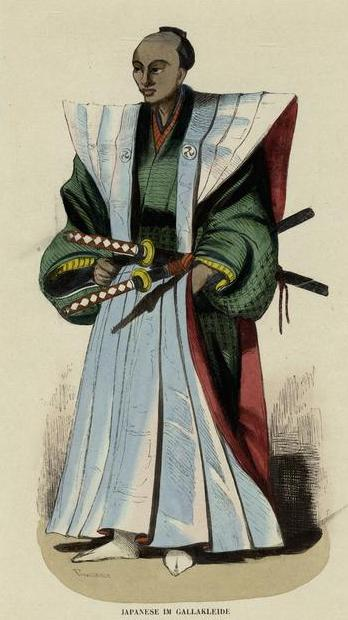
Szamurájosztáj új viselete a kamisimo

Az Edo-korszakot stabilitás és béke jellemezte. Amióta a sógunátus teljesen megszüntette a kapcsolatot a XV. század végén Japánba érkezett angol, spanyol és portugál kereskedőkkel és kitaszította a misszionáriusokat, szinte teljesen függetlenné vált mindenféle idegen, külföldi hatástól. Csupán néhány kínai és holland hajónak volt engedélyezett az országban való kikötés és kereskedelem. Ez a lehetőség is mindössze néhány dokkra, többek között Nagaszaki kikötőjére vonatkozott.
Ez alatt az időszak alatt a szamurájok öltözéke átalakult. A munkásosztály egy jellegzetesen ujjatlan felső ruházatot tett magáévá. Ezt az ujjatlan felső kabátot kamisimonak nevezték. A kamisimót a kimonójuk felett hordták, megegyező színű hakamával. A hakama ebben a korszakban ünnepi ceremóniákon, túlnyúlt a láb hosszán és a végét a földön húzták, azonban hétköznapi viseletben a szegéllye bokán túl nem ért. A kimonó ilyen fajta kombinációja lett később a gazdag emberek és tudósok mindennapi viselete.
A nők öltözékére legbefolyásosabban a kurtizánok és kabukiszínészek hatottak, így az ő viseletükben figyelhető meg a legtöbb változás is. A koszode széles körben elterjedt stílusában a csőujjú kimonó és az arisztokrata nők kimonójának keresztezéséből született. Ehhez a fajta kimonóhoz jött divatba az első obi (öv) használata, azonban ez kezdetben még csak fonott zsinegből készült.
Az Edo-kor közepére több tervező felfedezte az obiban rejlő lehetőségeket, így az hamar szélesebbé és díszesebbé válhatott. A figyelem a koszodéról fokozatosan áttevődött az obira, mert még voltak olyan tervezők akik inkább a mutatós kimonók mellett tartottak ki.
A szamuráj asszonyok kivételével, akik megmaradtak a visszafogottabb és egyszerűbb kimonóknál, más osztályok hölgyei az aktuális divatot követték. A furiszode kimonót lazán megkötött obival fogták össze. A furiszodét hosszú, széles ujjak jellemezték, és kizárólag hajadonok hordhatták.
Mivel egy idő után minden nő egyszerű stílusú kimonót kezdett hordani, némi homályosság keletkezett a társadalmi osztályok megkülönböztetésében. Ebben a korszakban csupán a gazdagság volt a megkülönböztetés alapja. 
A finoman kidolgozott és aprólékos díszítésű ucsikake a kizárólag arisztokrata hölgyek viselete maradt. Ezt a koszode fölött viselték.

### Meidzsi-kor(i.sz.:1868 - i.sz.:1912)
A Meidzsi periódus politikai és gazdasági változásai miatt az országba robbanásszerűen és nagy mennyiségben beronthatott a nyugati kultúra és divat. Ezek a ruhadarabok főként a nadrág és az abroncsos hosszú női ruhák voltak. Külön elnevezést is kaptak: jófuku japánul: 洋服. A stílusok azonban gyakran keveredtek. Az iskolai egyenruhák között mind a nyugati mind a japán öltözet is megmaradt.
A hölgyek többé már nem csak kimonót hordtak. Derékban meghúzott sűrűn rakott hakamát húztak, amihez nyugati stílusú magas szárú és sarkú cipőt viseltek. Az ujjak megrövidültek és praktikusabbá váltak. Az obi ismét leegyszerűsödött, elvékonyodott és megrövidült; a legelterjedtebb a taiko-muszubi stílusú lett, ami nevét egy dob alakú hídról kapta. Az elnevezését egy gésa találta ki a híd avató ünnepségének emlékére. Ez a stílus a mai napig népszerű és sok variációja létezik.
A Meidzsi-kor férfiai általában mindennapi viseletként rövid kabátot hordanak, tartalékolva a kimonót, hakamát és haorit az ünnepi alkalmakra.
A háború után a kimonó hétköznapi viselése mélypontra jutott, ma már csak rendkívül kevesen viselik minden nap.

## Öltözködés napjainkban

### Jófuku [洋服]
Miután Japán kénytelen volt nyitni a nyugati világ felé, az elsők akik átvették a ruházkodási szokásokat, azok a tisztek, a sóguni kormányzat hadseregének néhány egysége és a haditengerészet volt. Mint a világon mindenhol, a divat elkezd szélesebb körben elfogadottá és szokványossá válni, így került át Japánban is a nyugati stílusú öltözködés a mindennapokba. Először a tradicionális japán ruha mellett jelent meg a hétköznapi élet színterein. Az iskolások mind a japán stílusú mind a nyugati stílusú egyenruhát is hordták. A nők öltözködésében is párhuzamos vonalon haladt a divat egészen a második világháború végéig.

### Ruházkodás az üzleti életben
Bármilyen üzleti tárgyalás alkalmával, a japánok számára is, a másik fél iránti tisztelet kifejezése a pontos és megfelelő megjelenés. A külsőségek igen jelentősek és sokat számítanak. Mivel a külsővel kell hirdetni, hogy egy megfelelő partner vagyok a tárgyaláshoz, gazdaságilag is alkalmas vagyok, továbbá tudnak rám számítani. Férfiaknak egy elegáns, jó márkanevű, és szürke öltönyben illendő megjelenni. Az öltönyhöz színben harmonizáló ing és nyakkendő ajánlott, nem túl élénk színekkel. Mivel a sárga a császári család színe, az ing és nyakkendő választásakor el kell kerülni ennek a színnek a használatát. Mivel elmondhatjuk, hogy Japán a férfiak országa, a nőknek igen visszafogottan kell megjelenni. Üzleti életben a konzervatív öltözködés az általános, így a kosztüm teljesen elfogadott, amennyiben a térdnél hosszabb szoknya nem kihívó. A nadrágkosztüm nem tiltott, de nem is nagyon ajánlott az üzleti életben. A váll láttatása és a mély dekoltázs negatív benyomást kelt, így érdemes elkerülni. A smink alkalmazása legyen nagyon szerény. A cipő esetében a zárt, és alacsony sarkú cipők az elfogadottak. A megfelelő minőségű ruha kiválasztása természetesen minden alkalomra nélkülözhetetlen. Ezért ha a nők estélyre mennek, a nagyestélyi ruha alapvető követelmény. Tehát a ruha szükségszerűen hosszú, és a hozzá illő könyökön felül érő kesztyű és táska is elengedhetetlen.

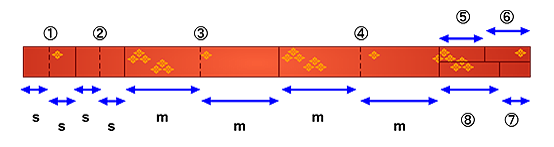
Az anyagvég felosztása a kimonó készítéséhez

### Tradicionális ruhadarabok ma

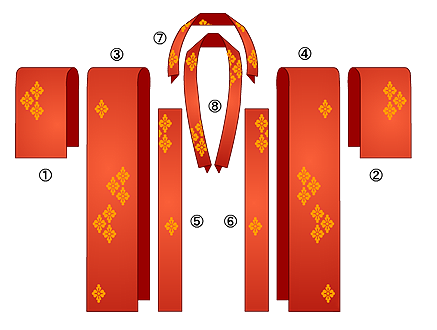
A kimonó szabás utáni darabjai

A tradicionális öltözködés nem veszett ki teljesen a japán kultúrából. A kimonó eredetileg felvenni való dolgot jelentett és csak később értékelődött át a jelentése egy darab ruhadarabra. A kimonó mérete nem változik akár a viselője magas vagy alacsony, vékony vagy telt, férfi vagy nő. Körülbelül 12-13 méter hosszú és 36–40 cm széles textilt vágnak nyolc részre. Ezt a nyolc részt állítják össze, hogy elkészítsék a ruha alapját. A leggyakrabban használt anyag, az a selyem, azonban a yukatához (a nyáron hordott kimonókhoz) legtöbbször pamutot használnak.
A kimonó pontos méretei: hossza 158 cm, ujja és vállszélessége együtt 63 cm. Külön az ujja 32 cm hosszú, mélysége pedig 59 cm. Mivel a kimonó a méreteit az elkészített anyagvég meghatározott hosszából nyeri, felhasználva az anyag teljes hányadát vagy csak nagyon minimális felesleget hagyva maga után. A kimonó szögletes könnyen összeilleszthető darabjainak köszönhetően, egyszerűen tárolható összehajtva és a sérült darabjai is könnyen cserélhetők vagy tisztíthatók külön külön.

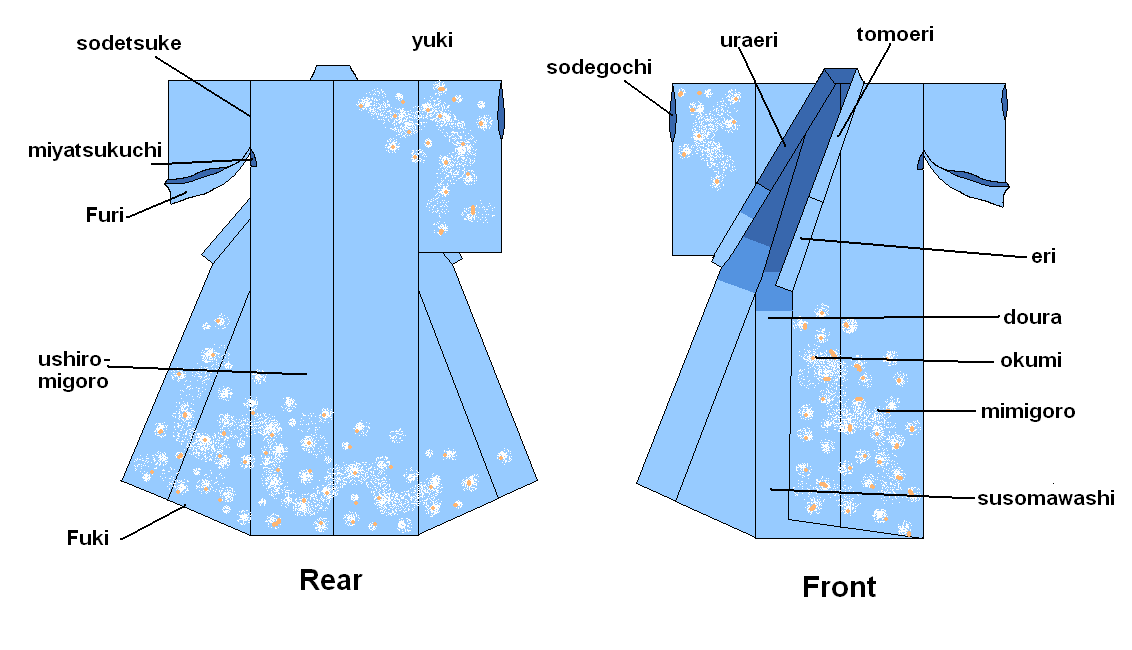
A kimonó részei

A kimonó ruhadarab részei és megnevezései:
- Dóra (胴裏): felső bélés női kimonóban
- Eri (衿): gallér
- Fuki (袘): szegélyvédő
- Furi (振): ujjarész a hónalj alatt
- Maemigoro (前身頃): a kimonó elülső fő panele. Ez még tovább tagolható “jobb maemigoróra” és “bal maemigoróra”, amely a jobb és bal elülső panelekre bontását jelenti a kimonónak .
- Mijacukucsi (身八つ口): nyílás amely az ujja alatt helyezkedik el
- Okumi (衽): az eleje középrészéhez csatlakozó panel, amely meghosszabbítja a maemigorót, ezzel segítve a kimonó átlapolását.
- Szode (袖): a kimonó ujjának neve.
- Szodegucsi (袖口): ujjanyílás
- Szodecuke (袖付): kimonó hónaljnyílás.
- Szuszomavasi (裾回し): alsó bélés.
- Tamoto (袂): az ujja mélyítést használó zseb.
- Tomoeri (共衿): felső gallér (gallér védő rész).
- Uraeri (裏襟): belső gallér.
- Usiromigoro (後身頃): a kimonó hátát jelentő fő panel amely két részből áll szimmetrikusan. Ez a rész is tagolható jobb és bal részekre, mint az eleje panel azzal a különbséggel, hogy ha a kimonót gyapjúból készítik, akkor egy részből szabják a hátát, ezért nincs a hátának szabásvonala.

A kimonókat többféleképpen lehet osztályozni, de talán a legegyszerűbb módszer az alkalmi csoportokra való bontás.

#### Tomeszode

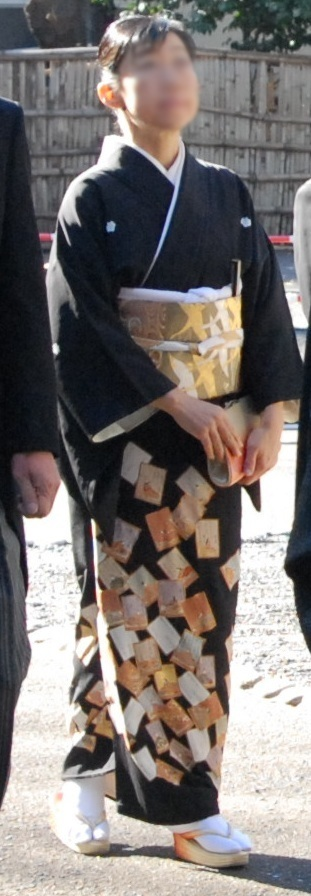
Fekete tomeszode arany obi övvel

Fekete színű alkalmi kimonó, amelyet férjezett nők hordanak. Jellemzően minta csak a derékvonal alatt található és 5 db kamon (családi címer) díszíti. Az ujja kevésbé van elmélyítve, ezáltal visszafogottabb viseletnek számít a még hajadon nők által hordott kimonókhoz képest.

#### Irotomeszode
Az általános fekete tomeszode színes változata, szintén csak derékvonal alatt húzódó díszítéssel és kamonnal. Ezt a fajta tomoszode-t rangsorban a második, esküvőkön a menyasszony közeli rokonai hordják vagy pedig partikon viselik.

#### Ucsikake
Az edó-korig hordták a nemesi családok hölgyei különböző ceremóniákon és szertartásokon. Felső köpeny jellegű ruhadarab, amely jellegzetes hossza a földön uszályként húzható, amely még pamuttal is ki van tömve nehezítés gyanánt. Ujjai is sokkal hosszabbak, így válik még elegánsabbá. Ma ezt a fajta kimonót tradicionális házassági ceremóniák alkalmával viselik a menyasszonyok.

#### Siromuku
Ez az esküvői viselet. A fehér és a tiszta szavakból tevődik össze. Fehér színű, melyet a menyasszony hord jelezve a vőlegény családja felé a tiszta szándékát és szokásaik elfogadására való hajlandóságát. Az ehhez tartozó ucsikake gallérjának belső fele karmazsinpiros vagy fenyő vagy krizantém mintát rejt a jó szerencse szimbólumaként.

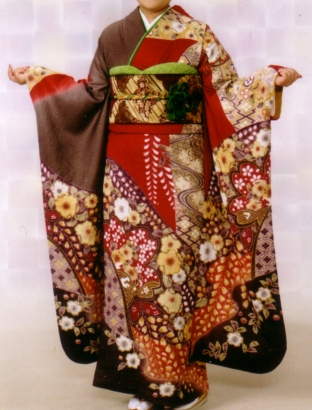
Teljes ujjhosszú furiszode

#### Furiszode
Hosszú lebegő ujjakkal rendelkező kimonó. Ezt csak hajadon nők viselhetik, igen gazdagon díszítettsége és ujja hossza miatt. A díszítések, amelyek körbefutnak a kimonó teljes szélességén, nagyon aprólékos technikával készülnek. Általában kézi hímzéssel aranyozással és festéssel. A furiszode ujja hossza 3 féle lehet: teljes hosszú (óburiszode) ez 105 cm hosszúságot, közepes hosszú (csúburiszode) 90 centimétert és rövid (kofuriszode) 75 cm-t takar.

#### Hómongi
Tükörfordítása a látogató viselet. Hajadon és férjezett nők is viselik egyaránt, általánosságban vagy látogatók fogadásakor vagy pedig ha önmaguk látogatnak. Az ujja hosszát 55 és 70 centiméter között készítik ízlés szerint. Mintája körbefut túl a hátközép szabásvonalán. Általában bélelt.

#### Mofuku
Gyászkimonó. Fekete selyemből készül, díszítetlen csak az 5 kamon található meg rajta. Ennél a kimonónál az öltözék teljesen fekete kivéve a fehér egyujjas tabi zoknit és a hosszú alsókimonót, amik fehérek.

## Lásd még
- Japán divat